# کالکو
کالکو واحد پولی است که به سکه های مسین در دوره های سلوکی و هم چنین پارتی می گفتند و به دلایلی مس بی‌ارزش در آن دوره شناخته می شد سکه های کمی با این اسم ضرب شده است.

## منبع
1. ↑  «ارزش وبرابری سکه ها». راهنمایی شناخت سکه های ایران. حسن پاکزادیان. ۱۳۸۶. پارامتر |تاریخ بازیابی= نیاز به وارد کردن |پیوند= دارد (کمک)

- http://www.sekeha.com/index.php?dispatch=categories.view&category_id=1179
- http://www.snible.org/coins/hn/parthia.html